# Partido Comunista do Brasil
Der Partido Comunista do Brasil (PCdoB, auch PC do B, deutsch Kommunistische Partei von Brasilien) ist eine kommunistische Partei in Brasilien.

## Geschichte

### Ursprünge
Sowohl die Partido Comunista do Brasil (PC do B) als auch die Partido Comunista Brasileiro (PCB) behaupten beide mit Recht, die älteste kommunistische Partei Brasiliens zu sein. Für beide Parteien ist die Geschichte von der Gründung 1922 bis zur Spaltung 1961/1962 als eine einzige anzusehen. Auch die Partido Comunista Revolucionário (PCR) sowie trotzkistische, maoistische, und weitere linksgerichtete Parteien und Organisationen Brasiliens können mit Begründung ihre Geschichten auf den 25. März 1922 zurückführen.
An diesem Tag gründeten der Männerfrisör Abílio de Nequete, der Journalist Astrojildo Pereira, der Buchhalter Cristiano Cordeiro, der Elektriker Hermogênio da Silva Fernandes, der Drucker João da Costa Pimenta, der Schneider Joaquim Barbosa, der Schuster José Elias da Silva, der Besenmacher Luís Peres und der Schneider Manuel Cendón als Vertreter weiterer 73 Kommunisten in den Bundesstaaten Rio de Janeiro, São Paulo, Pernambuco, Rio Grande do Sul und Minas Gerais den Partido Comunista do Brasil (PCB) in Niterói, RJ, und machten die Partei, wie es das Gesetz vorschreibt, am darauf folgenden 4. April 1922 durch Meldung im Diário Oficial da União offiziell. Allerdings erschien der Parteiname in der offiziellen Zeitung des Bundes als Partido Comunista – Seção Brasileira da Internacional Comunista (PC-SBIC). Lehre der Partei ist, wie es die Statuten ausweisen, der Marxismus-Leninismus, Ziel der Partei der demokratische Sozialismus.
Schon im Juni 1922 wurde die Partei von der Bundesregierung unter dem Präsidenten Epitácio Pessoa verboten und wurde erst 1926 unter der Präsidentschaft von Washington Luís wieder legalisiert. Im Januar 1927 wurde mit Azevedo Lima der erste kommunistische Abgeordnete in den Kongress gewählt. Aber schon im August 1927 wurde die Partei wieder verboten. Sie arbeitete im Untergrund weiter und gewann weitere Anhänger vor allem in Gewerkschaftskreisen und zwischen den Soldaten und Unteroffizieren der Armee.

### Zweite Spaltung und Wiederannäherung
Die Folgen des XX. Parteitages der KPdSU führten zu innerparteilichen Diskussionen, welche die Einheit der Partei unwiederbringlich erschütterten, sodass es zwischen 1961 und 1962 zur Spaltung kam. Dabei wurde beschlossen, dass der PCdoB den Parteinamen behalten, aber die Abkürzung ändern, während der Partido Comunista Brasileiro den Namen ändern, jedoch die Abkürzung PCB behalten sollte. Hauptgründe für die Spaltung war die gegenseitige Kritik zwischen dem von Luís Carlos Prestes vertretenen an der Sowjetunion orientierten legalistischen Kurs und der von João Amazonas de Souza Pedroso angeführten Parteinahme für die chinesische Seite in der Polemik über die Generallinie zwischen der KPdSU und der maoistischen Kommunistischen Partei Chinas.
Nach dem Zweiten Weltkrieg war der PCB legal. Doch schon 1947 wurde die Partei verboten, sodass viele Mitglieder auf Listen anderer Parteien kandidierten. Infolge des Staatsstreiches von 1964 wurden 1965 mit dem Institutionellen Akt Nr. 2 auch alle anderen existierenden Parteien aufgelöst. Die Gründung politischer Parteien war ab 1979 wieder legal, aber  das Verbot der kommunistischen Parteien dauerte bis zum Ende der Diktatur 1985 an. Allerdings blieben sowohl der PCdoB wie auch der PCB während dieser 21 Jahre im Untergrund tätig.
In der Zeit der Militärdiktatur 1964–1985 beteiligte sich der PCdoB intensiv am Widerstand und war eines der Hauptopfer der staatlichen Repression, 1972 begann die Partei in Araguaia-Region den Guerillakampf, was wenig erfolgreich war. 1973 schloss sich die Ação Popular, eine ursprünglich befreiungstheologisch orientierte Organisation, der Partei an. Die maoistische Linie wurde ab Mitte der 1970er Jahre von einer Annäherung an die Politik Albaniens abgelöst. Mit dem Nachlassen der Repression und der Amnestie von 1979 orientierte sich die weiterhin illegale Partei auf die Arbeit in Gewerkschaften, sozialen Bewegungen und der PMDB um.
Nach der Legalisierung 1985 beteiligte sich die Partei an den Wahlen auf allen Ebenen und spielt seitdem im studentischen Dachverband UNE eine führende Rolle.  Der positive Bezug auf Stalin wurde Mitte der 1990er aufgegeben, dabei fand eine Annäherung an das Lager ehemals „prosowjetischen“ Parteien statt, von dem man sich 1962 abgespalten hatte. Seit 1989 besteht ein festes Bündnis mit dem PT; ab 2002 war die Partei mit Sportminister Agnelo Queiroz in der Regierung von Präsident Lula vertreten, was auf Grund der neoliberalen Regierungspolitik zu einer steigenden Zahl von Austritten und zunehmender innerparteilicher Kritik führte.
Die Partei gibt die Monatszeitung A Classe Operária und das Theoriemagazin Revista Princípios heraus und betreibt das täglich aktualisierte Internetportal Vermelho. Die Jugendorganisation União da Juventude Socialista (UJS) steht der Partei nahe.

## Wahlergebnisse
Ergebnisse bei den Wahlen brasilianischen Abgeordnetenkammer:
| Jahr | %    | Mandate |
| ---- | ---- | ------- |
| 1986 | 0,6  | 3       |
| 1990 | 0,9  | 5       |
| 1994 | 1,2  | 10      |
| 1998 | 1,3  | 7       |
| 2002 | 2,2  | 12      |
| 2006 | 2,1  | 13      |
| 2010 | 2,8  | 15      |
| 2014 | 1,97 | 10      |
| 2018 | 1.4  | 9       |

## Mitgliederentwicklung
| Jahr        | Zahl    |
| ----------- | ------- |
| 2016, April | 389.407 |
| 2017, April | 393.486 |
| 2018, April | 397.471 |
| 2019, April | 396.958 |
| 2020, April | 396.958 |

## Mitglieder
Einige bekannte Mitglieder sind:
- Aldo Rebelo
- João Amazonas
- Manuela d’Ávila
- Orlando Silva de Jesus Júnior
- Martinho da Vila